# Investidura presidencial de Herbert Hoover
La Investidura presidencial de Herbert Hoover en 1929 se realizó el 4 de marzo de 1929, marcando así el inicio de su mandato como el trigésimo primer Presidente de los Estados Unidos. El presidente de la Corte Suprema de los Estados Unidos y expresidente William H. Taft administró el juramento del cargo de Presidente de los Estados Unidos. Esta fue la primera vez que una investidura presidencial se grabó en sonido para los noticiarios. También fue la segunda vez que un expresidente administra el juramento del cargo a un nuevo presidente.